# Ogg
Ogg er et frit containerformat til komprimeret lyd, stemme, musik og video. "Ogg" bruges ofte fejlagtigt som betegnelse for komprimeringsformatet Ogg Vorbis, da man oftest lægger Ogg Vorbis-komprimeret musik i Ogg-filer.
Xiph.org, som har udviklet formattet anbefaler at man bruger endelsen .oga for lyd i ogg formattet og .ogv for video i video formatet.